# Cine Tauro
El cine Tauro es una sala de cine construida en 1959 por el arquitecto Walter Weberhofer. El edificio se ubica en el distrito de Lima. A partir de los años 1990, la sala ha pasado a exhibir películas pornográficas y ha sido clausurado temporalmente en diversas ocasiones.

## Descripción
Diseñado en estilo moderno por el arquitecto peruano Walter Weberhofer, el proyecto original ideaba un complejo mixto que comprendía un edificio de oficinas de diez niveles y un centro de entretenimiento con sala de cine. Del proyecto original finalmente solo se construyeron tres pisos comerciales más el sótano. La sala de cine posee una fachada con grandes ventanales que se orienta a una plaza triangular en la intersección de los jirones Washington y Delgado. Además fue emblemático el cartel de neón con el nombre del establecimiento.
El interior del cine tiene un hall techado que distribuye el espacio, con columnas ovaladas que facilitan el tránsito hacia la zona de boletería y entrada a la sala, que se hacía por el nivel principal o por la escalera curva para conectar con la platea y mezanine. Su capacidad es de 720 asientos de planta baja, y 560 plazas en mezanine. El proyector utilizado admitía películas en 70 mm.

## Historia
El proyecto original se denominó Cine Washington. La construcción se inició en 1957 y finalizó en 1959. Se inauguró el 5 de abril de 1960 con la exhibición de la película Problemas de alcoba, protagonizada por Rock Hudson y Doris Day. Durante las dos primeras décadas de funcionamiento, el establecimiento fue uno de los más modernos y concurridos cines de la capital. La capacidad, de más de 1000 localidades, lo hizo poco rentable, por lo que se pensó en dividir en pequeñas salas, pero resultó imposible. Entró en decadencia con la crisis económica de los años 1980. Sin embargo, fue utilizado por artistas de la época como sala de conciertos.

### Sala de cine pornográfico y prostitución
En la década de 1990 se convirtió en sala de exhibición de películas para adultos, hasta que en 2004 fue temporalmente clausurado. En 2012 el programa de televisión de investigación periodística Panorama emitió un reportaje sobre la prostitución masculina que se ejercía en el cine. En 2019 fue nuevamente clausurado, y se impuso una multa a la empresa propietaria del negocio. Al año siguiente, en 2020, durante la pandemia de COVID-19, la policía intervino el local debido a la celebración de una fiesta prohibida por el confinamiento decretado por el gobierno peruano. En febrero de 2022, tras denuncias de celebración de fiestas ilegales, y por detectarse actividad de prostitución femenina y masculina, se realizó una nueva clausura por agentes de la Municipalidad de Lima.
Posteriormente, algunas empresas trasnacionales intentaron su recuperación, pero el entorno no resultó el adecuado para los proyectos culturales o de alquiler de oficinas que se tenía proyectado.